# 链家地产

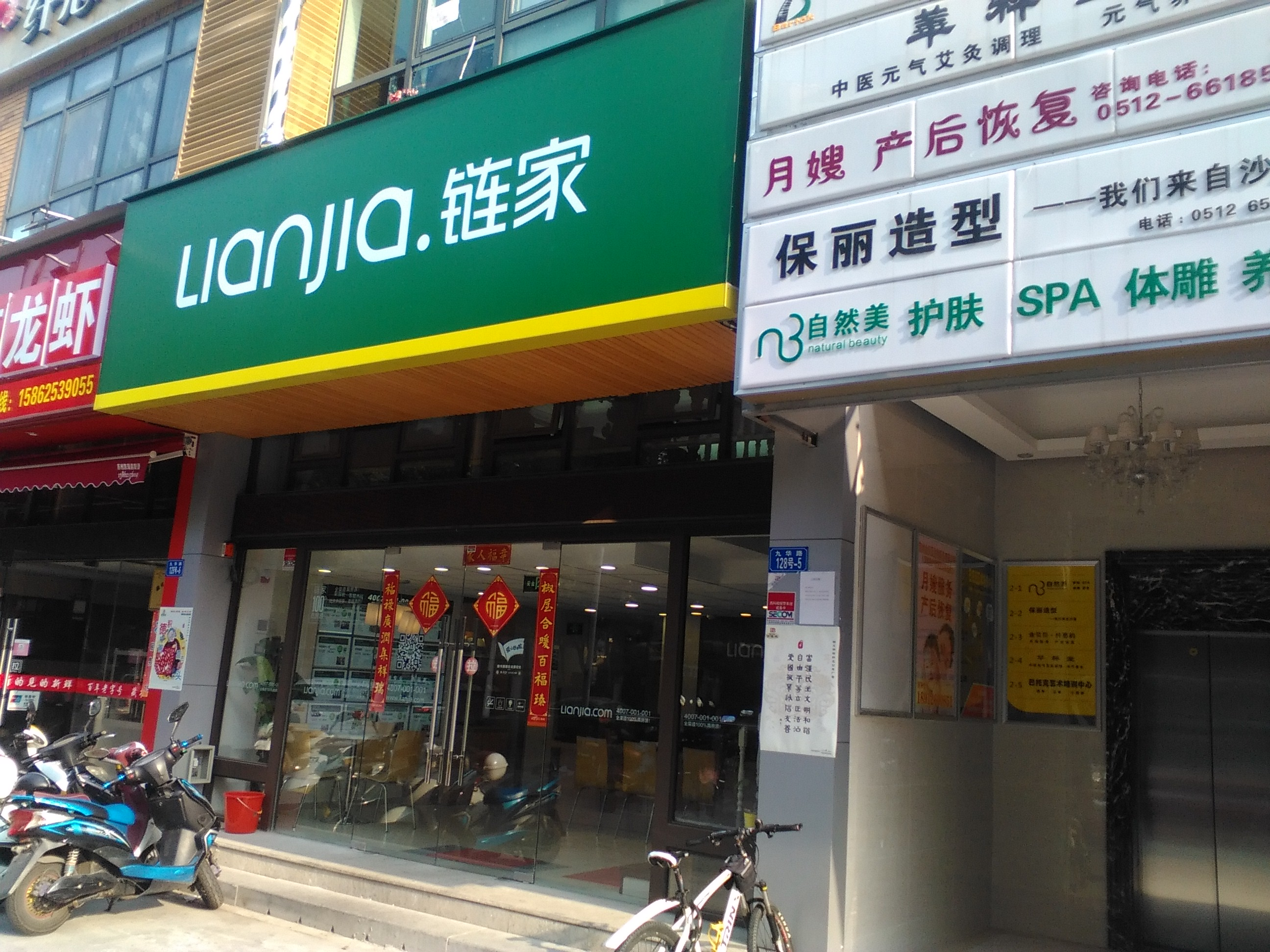
位于苏州工业园区九华路的链家门店

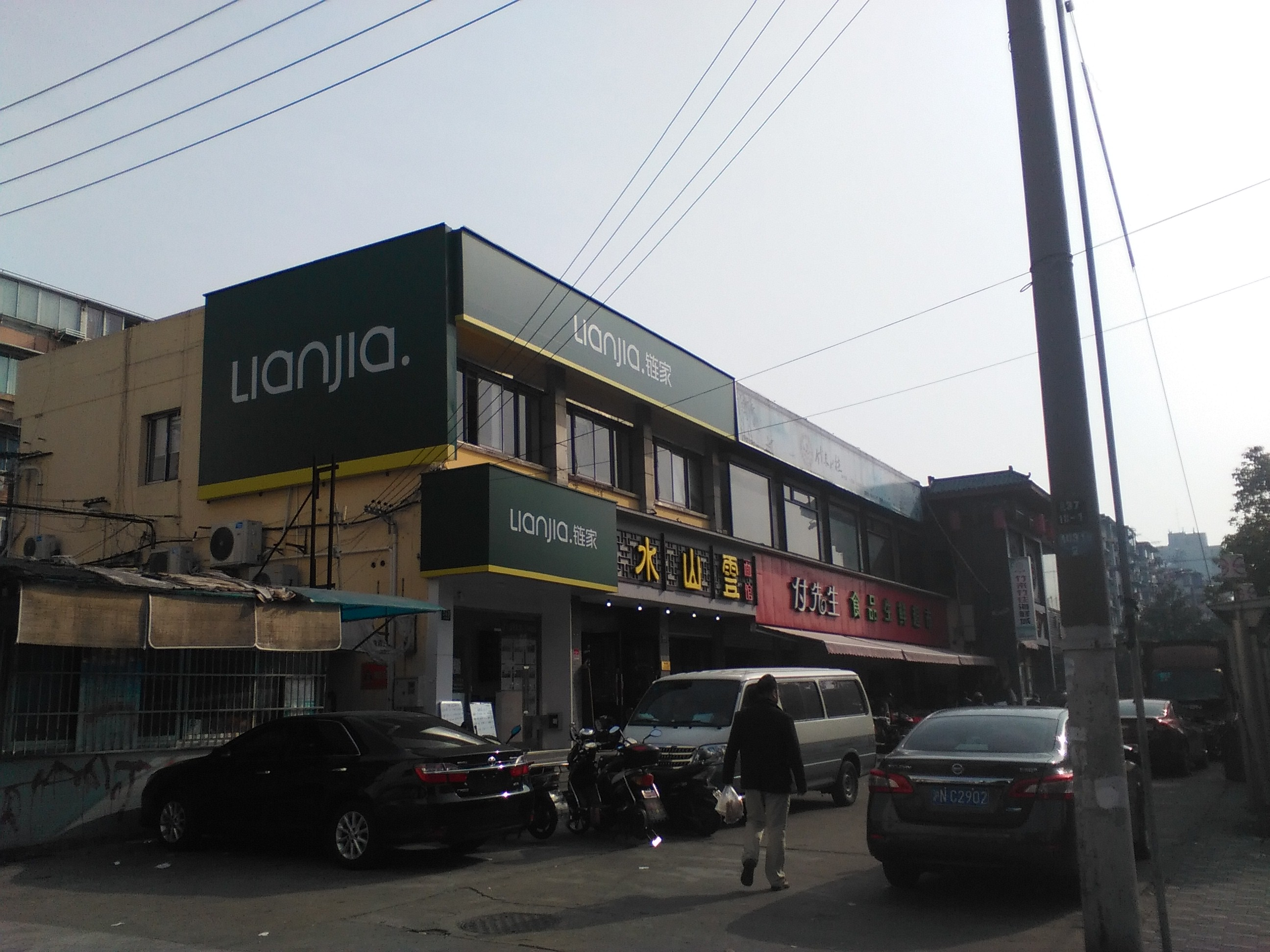
位于上海杨浦区的链家门店

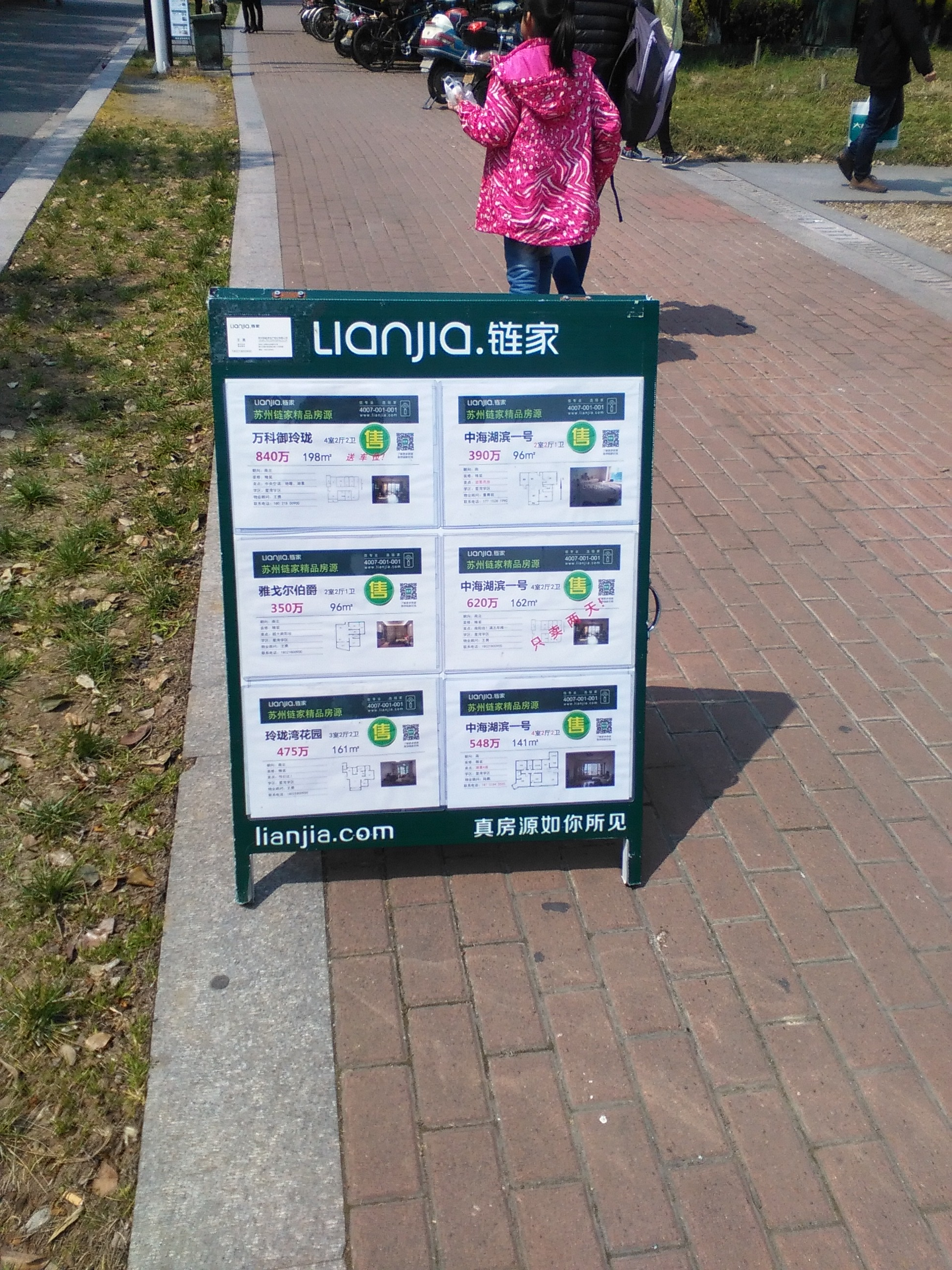
链家的房源广告牌

北京链家房地产经纪有限公司（简称链家地产或链家，英文名称为Lianjia，原为Homelink），是中国大陆的一家房地产经纪公司，于2001年9月由左晖创立，公司业务覆盖租房、新房、二手房、资产管理、海外房产、互联网平台、金融、理财、后房产市场等领域。链家早期的业务范围以北京地区为主，后于2015年通过并购的形式进入成都、上海、深圳、杭州、重庆、广州等地，截至2015年11月已开设门店超过5000家，覆盖中国大陆24个城市。
截至2015年底，链家已实现房产交易额7000亿元人民币；在北京当地，链家占据当地地产中介市场的55%－60%，在天津、青岛、成都、南京，链家的市占率在当地地产中介市场居第一或第二。在此之后的市占率也会随门店增加和收购而不断提高。

## 历史
2001年11月12日，左晖花了1600万的注册资本，创立“北京链家宝业房地产经纪有限公司”，当时员工仅37人。同月25日，链家开出客户第一单，并于12月2日开出首家门店甜水园店。链家于2002年6月和2003年9月分别成为中国建设银行指定按揭代理机构和“中央在京单位已购公房上市出售定点交易”代理服务机构。2004年4月，公司由“北京链家宝业房地产经纪有限公司”更名为“北京链家房地产经纪有限公司”。2005年，链家地产成立专业金融服务中心。
2006年1月8日，链家地产总部迁至朝阳区昆泰国际大厦；同年9月，链家地产店面数量突破300家，创立“北京中融信担保有限公司”，并进入大连市场，2007年进入天津市场，之后全国布局的计划停滞。2009年6月，链家地产北京地区交易额首次单月过亿。2014年10月24日，链家地产宣布，从2014年11月1日起，停止与搜房合作，并禁止经纪人在手机上安装搜房帮或其他搜房软件。
2014年底开始，链家先后并购成都伊诚、上海德佑、北京易家、深圳中联、广州满堂红、杭州盛世管家和高策地产等地产中介公司，开始布局全国市场。收购后，链家在上海、深圳、成都等地的市场份额也迅速提高。至2015年，链家在全国已拥有门店超过5000家，覆盖中国大陆24个城市，可服务2.3亿人口，拥有经纪人10万名。
2015年6月30日，链家地产正式更名为“链家”，并称链家利用互联网的发展战略，要打造一个国内领先的万亿级房产O2O平台，同时全面使用全新标志；同年8月24日与万科合作，成立“万科链家装饰公司”。
2016年4月6日，链家完成了融资额为60亿人民币的B轮融资。

2017年1月10日融創中國旗下融創房地產斥資26億人民幣入股鏈家6.25%的股權

## 经营
链家地产的经营特色，以标准化服务和“真房源”为主打。2006年，链家董事长左晖曾提出“要建立二手房楼盘字典”，还要求“给每一套二手房配一张户型图”。而链家的中介费率在中国大陆的房地产中介行业里相对昂贵，在北京地区达到2.7%。此外，链家还提出了“独家房源”（或“速销房”）的概念（即房东将房源独家委托给链家，链家承诺在一定时间内将该房源销售出去，如果没有售出链家将赔付房东违约金）。而链家于2008年4月18日开设了网上平台“链家在线”（后更名为链家网），还推出移动客户端掌上链家，日浏览量达到300万次。
在金融业务方面，链家早于2005年成立了专业金融服务中心，于2006年开始打造权证及贷款服务专业团队，同年成立“北京中融信担保有限公司”。2014年，链家创立了两个面向全国的金融业务，一个是负责资金托管的第三方支付业务“理房通”，另一个是P2P理财业务“链家理财”。其中“理房通”业务已经于2015年7月15日获得由中国人民银行发出的第三方支付牌照。尽管理房通保障了房屋交易过程中的所有资金安全，但不少人对此作出质疑，主要集中在让房款脱离监管，且有挪用资金的嫌疑。而“链家理财”主要提供短期理财产品，2015年链家理财累计成交达到138亿人民币，投资人近32万，其中超过82%的投资人均在链家门店购房。
链家对新进员工实行严格的培训制度，所有新员工必须接受四天三夜的全封闭式培训，在重要城市的郊区建立了培训基地。据一名链家经纪人称，在培训期间，所有员工禁止吸烟并食用零食，也不能使用手机，一旦查到直接解雇。每人都有三颗心的“生命值”，如果违纪一次就要扣一颗心，扣完也要直接解雇。而新员工培训结束后实行“师傅带徒弟”的模式，新人不得独自工作。
而链家还在各大媒体大量投放广告，在上海还冠名《芈月传》、《欢乐喜剧人》电视节目。此外，链家还聘请岳云鹏担任形象代言人。

## 事件

### 上海门店违规放贷事件
2016年2月底，上海市消保委公布两起链家门店违规放贷案例，其中有一起为违规出售抵押房的案例。事发后，上海链家的两家涉事门店被暂停网签资格，负责人也被约谈，门店展示的房源信息全部撤下，并从2月24日叫停所有金融产品。3月2日，链家董事长左晖对此事公开致歉，并宣布整改措施，同时对12名涉事的管理层及员工作出处分。左晖在致歉信中表示，链家提供的贷款利率折合年化为13%-24%，未超监管上限，且P2P平台资金交受第三方监管。

### 违规发布自住房出售信息事件
2016年6月，北京市住房和城乡建设委员会发现金隅汇星苑的一套自住房房源登上了北京链家网站，价格还翻了一倍。对此，北京市住建委已约谈链家负责人并启动立案调查。而链家集团公关部门负责人李浩称，链家已经撤下了不合规房源信息，并且将严格遵照相关部门要求保障信息发布合规。

### 其他事件
- 2014年，链家地产曾多次登上北京市住建委被投诉前十名的中介机构名单[14]。
- 2016年3月，北京市住建委开展了对房地产中介的专项执法检查。北京链家因哄抬房价而被调查，同时下架了大批高价房源[15]。
- 2016年3月30日，深圳警方对链家深圳某办公室进行检查后发现，在电脑硬盘上获取了将近30个G的各类公民信息。而链家深圳员工赵某某因涉嫌非法获取千万条公民信息被刑拘[16]。
- 2016年4月14日，上海市住建委、工商局宣布了对上海地区房地产经纪企业进行执法大检查的结果。链家地产因存在不如实告知购房人产权调查结果，以隐瞒手段诱骗消费者交易的违规情节而被罚款8万元，同时取消涉案门店以及相关经纪人的网上签约资格，并记入信用档案。此外链家地产还存在虚假宣传行为，亦遭到处罚[17]。
- 2016年4月25日，上海银监局宣布暂停辖内各商业银行与链家等6家房地产中介的业务合作1个月[18]。现已恢复。
- 链家旗下自如租房平台被曝在收房后为省成本，装修好放两三天就快速出租，部分租客入住后疑因甲醛超标致身体不适的情况[19]，甚至有阿里巴巴员工入住后因甲醛超标患上白血病去世。2018年9月1日，自如宣布下架所有首次出租房源，待空气检测合格后重新上架[20]。

## 竞争对手
- 我爱我家
- 麦田房产
- 中原地产